# Lê Hoài Bắc
Lê Hoài Bắc (sinh ngày 21 tháng 3 năm 1963) là một Giáo sư, Tiến sĩ ngành Công nghệ thông tin chuyên nghiên cứu về các lĩnh vực như máy học, trí tuệ nhân tạo, khoa học dữ liệu. Không chỉ là tác giả của nhiều bài báo khoa học được đăng trên các tạp chí, kỷ yếu khoa học trong và ngoài nước, ông còn là tác giả của nhiều cuốn sách giáo trình cho ngành công nghệ thông tin. Ông được bổ nhiệm chức danh Giáo sư vào năm 2019 và được nhà nước Việt Nam phong tặng danh hiệu Nhà giáo Nhân dân vào năm 2020.

## Cuộc đời
Lê Hoài Bắc sinh ngày 21 tháng 3 năm 1963, quê quán tại xã Nghĩa Hòa, huyện Tư Nghĩa, tỉnh Quảng Ngãi. Năm 1984, ông bắt đầu công việc giảng dạy tại khoa Toán, Trường Đại học Quy Nhơn. Sau khi hoàn thành bằng Đại học chuyên ngành Toán học tại Trường Đại học Sư phạm Quy Nhơn, ông chuyển công tác vào thành phố Hồ Chí Minh và tiếp tục giảng dạy tại Trường Đại học Tổng hợp vào năm 1991. Trong quá trình giảng dạy và nghiên cứu, ông đã hoàn thành bằng Thạc sĩ chuyên ngành Tin học tại Trường Đại học Bách Khoa Hà Nội vào tháng 3 năm 1993. Năm 1996, ông chuyển công tác sang khoa Công nghệ thông tin của Trường Đại học Khoa học Tự nhiên, Đại học Quốc gia Thành phố Hồ Chí Minh. Trong thời gian công tác, ông đã tiếp tục nghiên cứu và bảo vệ thành công luận án Tiến sĩ ngành Toán học, chuyên ngành Đảm bảo toán học cho máy tính và hệ thống tính toán vào tháng 6 năm 2000. Đến nay, ông đã là Trưởng bộ môn Khoa học máy tính, Phó Trưởng khoa Công nghệ Thông tin của trường.
Năm 2017, 8 hội đồng khoa học ngành trong lĩnh vực khoa học tự nhiên và kỹ thuật được thành lập bao gồm: Toán học, Khoa học thông tin và Máy tính, Vật lý, Hóa học, các Khoa học Trái Đất và môi trường, Sinh học và Nông nghiệp, Cơ học, Y sinh – Dược học. Trong đó Giáo sư, Tiến sĩ Lê Hoài Bắc là 1 trong 9 thành viên của Hội đồng Khoa học ngành Khoa học thông tin và Máy tính. Năm 2020, ông được phong tặng danh hiệu Nhà giáo Nhân dân. Cũng trong năm này, thành phố Hồ Chí Minh ra mắt Hội đồng tư vấn chương trình ứng dụng trí tuệ nhân tạo, giáo sư Lê Hoài Bắc là 1 trong 18 thành viên của hội đồng. Ông hiện là thành viên hội đồng giáo sư ngành Công nghệ thông tin, cũng là một trong 10 giáo sư đầu tiên của ngành.

## Tác phẩm

### Nghiên cứu khoa học

#### Tiêu biểu
| Năm  | Tên đề tài | Tạp chí công bố đầu tiên                                     | TK     |
| ---- | --- | ------------------------------------------------------------ | ------ |
| 2005 | Rough Set in Features Selection and Reduction in Face Recognition Problem                                                    | Advances in Knowledge Discovery and Data Mining (PKADD 2005) | [ 15 ] |
| 2015 | Mining frequent closed inter-sequence patterns efficiently using dynamic bit vectors                                         | Applied Intelligence                                         | [ 16 ] |
| 2017 | FCloSM, FGenSM: Two efficient algorithms for mining frequent closed and generator sequences using the local pruning strategy | Knowledge and Information Systems                            | [ 17 ] |
| 2018 | An efficient algorithm for Hiding High Utility Sequential Patterns                                                           | International Journal of Approximate Reasoning               | [ 18 ] |
| 2018 | A pure array structure and parallel strategy for high-utility sequential pattern minin                                       | Expert Systems with Application                              | [ 19 ] |

#### Đạt giải thưởng
| Năm  | Tên đề tài | Giải thưởng                                                                               | Cấp       | TK     |
| ---- | --- | ----------------------------------------------------------------------------------------- | --------- | ------ |
| 2006 | Applied particle filter in traffic tracking                                                                          | Bài viết hay nhất cho hạng mục Trực quan hóa dữ liệu, xử lý hình ảnh và thị giác máy tính | IEEE-RIVF | [ 20 ] |
| 2008 | Incorporating statistical background model and Joint Probabilistic Data Association filter into motorcycle tracking  | Bài viết hay nhất                                                                         | IEEE-RIVF | [ 21 ] |
| 2012 | Extraction of Discriminative Patterns from Skeleton Sequences for Human Action Recognition                           | Bài viết hay nhất                                                                         | IEEE-RIVF | [ 22 ] |
| 2014 | Human Emotion Estimation Using Wavelet Transform and t-ROIs for Fusion of Visible Images and Thermal Image Sequences | Bài viết hay nhất                                                                         | ICCSA     | [ 23 ] |

### Sách
| Năm  | Tên sách                                     | Vai trò               | Thể loại   | Nhà xuất bản                                        | TK     |
| ---- | -------------------------------------------- | --------------------- | ---------- | --------------------------------------------------- | ------ |
| 1998 | Tin học Đại cương nâng cao                   | Đồng tác giả          | Giáo trình | Nhà xuất bản Giáo dục                               | [ 24 ] |
| 2003 | Bài tập Cơ sở dữ liệu                        | Đồng tác giả          | Giáo trình | Nhà xuất bản Thống kê                               | [ 25 ] |
| 2011 | Bài tập Cơ sở dữ liệu                        | Đồng tác giả          | Giáo trình | Nhà xuất bản Thông tin và Truyền thông              |        |
| 2008 | Tin học Đại cương A2                         | Chủ biên Đồng tác giả | Giáo trình | Nhà xuất bản Đại học Quốc gia Thành phố Hồ Chí Minh | [ 26 ] |
| 2011 | Ẩn dữ liệu và chia sẻ thông tin              | Chủ biên Đồng tác giả | Giáo trình | Nhà xuất bản Đại học Quốc gia Thành phố Hồ Chí Minh |        |
| 2012 | Nhập môn CUDA - Lập trình song song trên GPU | Chủ biên Đồng tác giả | Giáo trình | Nhà xuất bản Đại học Quốc gia Thành phố Hồ Chí Minh | [ 27 ] |
| 2014 | Cơ sở trí tuệ nhân tạo                       | Chủ biên Đồng tác giả | Giáo trình | Nhà xuất bản Khoa học và Kỹ thuật                   |        |
| 2015 | Lập trình song song trên GPU                 | Chủ biên Đồng tác giả | Giáo trình | Nhà xuất bản Khoa học và Kỹ thuật                   | [ 28 ] |

## Thành tựu

### Danh hiệu
- Phó Giáo sư (2005)
- Nhà giáo Ưu tú (2012)
- Giáo sư (2019)
- Nhà giáo Nhân dân (2020)[29][30]
- Là thành viên của các tổ chức học thuật:
  - Hội đồng đánh giá của Tạp chí quốc tế về Trí tuệ ứng dụng (International Journal of Applied Intelligence).
  - Hội đồng Khoa học ngành Khoa học thông tin và Máy tính của Bộ Khoa học và Công nghệ Việt Nam.
  - Hội đồng tư vấn chương trình ứng dụng trí tuệ nhân tạo của thành phố Hồ Chí Minh.
  - Hội đồng Giáo sư Nhà nước ngành Công nghệ thông tin.

### Huân chương, khen thưởng
- Bằng khen của Thủ tướng Chính phủ (2005)
- Kỷ niệm chương vì sự nghiệp giáo dục (Bộ Giáo dục và Đào tạo, 2005)
- Kỷ niệm chương vì sự nghiệp Khuyến học (Ban chấp hành trung ương Hội Khuyến học Việt Nam, 2014)
- Huân chương Lao động hạng Nhì (2017)

### Giải thưởng
| Năm  | Giải thưởng                                                                                | Cơ quan ra quyết định                  | Kết quả           | TK     |
| ---- | ------------------------------------------------------------------------------------------ | -------------------------------------- | ----------------- | ------ |
| 2002 | Giải thưởng Sáng tạo Khoa học và Công nghệ Việt Nam năm 2001                               | Bộ Khoa học, Công nghệ và Môi trường   | Giải Khuyến khích |        |
| 2007 | ICT – Thắp sáng niềm tin: Sản phẩm Công nghệ Thông tin và Truyền thông vì người Khuyết tật | Bộ Lao động – Thương binh và Xã hội    | Giải Nhất         | [ 31 ] |
| 2008 | Giải thưởng Sáng tạo Khoa học và Công nghệ Việt Nam năm 2007                               | Bộ Khoa học, Công nghệ và Môi trường   | Giải Ba           |        |
| 2008 | Triển lãm sáng tạo Quốc tế lần thứ 4 tại Seoul – Hàn Quốc                                  | Korea Invention Promotion Association  | Huy chương Đồng   |        |
| 2018 | Công bố Khoa học xuất sắc                                                                  | Đại học Quốc gia Thành phố Hồ Chí Minh | Đoạt giải         |        |